# Буткевич Георгій Володимирович
Георгій (Юрій) Володимирович Буткевич (1903 — 1974) — радянський енергетик.

## Біографія
Народився в селі Русаново Одоєвського повіту Тульської губернії в сім'ї професора Ново-Олександрійського сільськогосподарського інституту (Тімірязєвська сільськогосподарська академія) В. С. Буткевича.
Закінчив електротехнічний факультет МВТУ імені Н. Е. Баумана (роки навчання 1921-1927).
З 1926 року працював у Всеросійському електротехнічному інституті імені В. І. Леніна, з 1934 року начальник відділу по проектуванню і будівництву першої в СРСР лабораторії розривної потужності, потім керівник цієї лабораторії. З 1946 року начальник Особливого конструкторського бюро з високовольтного апаратобудування. З 195? заст. директора інституту.
Одночасно з 1927 року на науково-викладацькій роботі в МЕІ, в 1961-1972 роках зав. кафедри електричних апаратів. З 1961 по 1972 рік працював завідувачем кафедри електричних апаратів Московського енергетичного інституту.
Доктор технічних наук (1938, тема дисертації «Іонно-механічний вимикач високої напруги»), професор (1939). Фахівець в галузі високовольтного електроапаратобудування.
Автор 9 підручників і навчальних посібників. Грав на скрипці і займався живописом.
Помер у серпні 1974 року.

## Нагороди та премії
- Сталінська премія третього ступеня (1949) — за розробку та впровадження нової серії апаратів розподільчих пристроїв високої напруги
- Ленінська премія (1962) — за участь у створенні комплексу високовольтного обладнання напругою 500 кВ змінного струму[2].
- орден Леніна (16.05.1947)
- орден Трудового Червоного Прапора
- орден «Знак Пошани»
- медалі